# Fundulidae
Fundulidae – rodzina ryb karpieńcokształtnych (Cyprinodontiformes).

## Występowanie
Ameryka Północna i Środkowa. Występują w wodach słodkich, słonych i słonawych.

## Cechy charakterystyczne
Ciało wydłużone, pokryte łuskami cykloidalnymi, głowa lekko spłaszczona. W płetwach brak promieni twardych. Osiągają od około 4 cm (Lucania interioris) do 20 cm długości (Fundulus grandissimus). Jajorodne.

## Klasyfikacja
Rodzaje zaliczane do tej rodziny:
Adinia — Fundulus — Leptolucania — Lucania — Plancterus